# Guiaro (département)
Pour les articles homonymes, voir Guiaro (homonymie).
Pour le village chef-lieu, voir Guiaro.
Guiaro est un département et une commune rurale de la province du Nahouri, situé dans la région du Centre-Sud au Burkina Faso.

## Démographie
En 2019, la population totale du département est de 29 231 habitants.

## Villages
Le département et la commune rurale de Guiaro est administrativement composé de dix-neuf villages, dont le village chef-lieu homonyme :
- Bétaré
- Boala
- Boassan
- Boli
- Bouya
- Guiaro, chef-lieu
- Kana
- Kollo
- Koro
- Koumbili
- Kountioro
- Natiédougou
- Nikouem
- Nissaré
- Nitiana
- Oualem
- Poré
- Sarro
- Sia